# Neomercantilismo

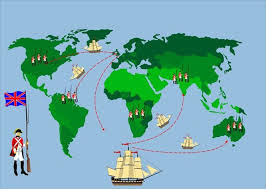
Diagrama mercantilista. El neomercantilismo se basa en el mercantilismo.

El neomercantilismo (en inglés neomercantilism o neo-mercantilism) es una política comercial que fomenta las exportaciones, trata de dificultar las importaciones, controla el movimiento de capital y centraliza las decisiones monetarias. El objetivo del neomercantilismo es aumentar el nivel de reservas monetarias internacionales (divisas), permitiendo supuestamente unas políticas monetaria y fiscal más eficaces.

## Antecedentes
El neomercantilismo se considera la escuela de pensamiento más antigua en la economía política internacional (EPI).Tiene sus raíces en el mercantilismo, una doctrina preindustrial, y avanzó durante la Revolución Industrial. También se considera la contraparte EPI del realismo en política internacional, en el sentido de que ambas doctrinas sostienen que el poder es clave en las relaciones internacionales. El neomercantilismo también se asocia a la corporatocracia, particularmente durante la década de 1970, cuando ambos eran tratados como componentes de un sistema funcional y de objetivos políticos.
En Estados Unidos, el neomercantilismo fue adoptado a fines del siglo XX en medio del movimiento para proteger a las industrias estadounidenses de la competencia japonesa. Sin embargo, entre los primeros pensadores estadounidenses que secundaron esta doctrina se encuentra Alexander Hamilton (1757-1804), uno de los Padres Fundadores de los Estados Unidos y el primer secretario del Tesoro.